# شارلوته كيرنر
شارلوته كيرنر Charlotte Kerner (ولدت في شباير في نوفمبر 1950) هي كاتبة روائية وصحفية ألمانية. تتميز رواياتها بتناول التجارب النفسية للمرأة. وقد ألفت بجانب ذلك كتبا للشباب.

## حياتها
ولدت شارلوته كيرنر في شباير, وقضت فيها سنوات طفولتها وشبابها. وبعد أن درست الاقتصاد الشعبي وعلوم الاجتماع في مانهايم, عملت في مشروع بحثي في علم اجتماع المدن، وحصلت بعد ذلك على منحة دراسية لعام واحد، في كندا والصين.
وقد دونت تجاربها وخبراتها التي عاشتها في الصين، في كتابها الأول الذي نشرته في عام 1980, عن وضع المرأة في الصين. وقد عملت شارلوته كيرنر في العديد من الصحف.
وقد انصب اهتمامها عل تناول قضايا طبية. في رواياتها الموجهة إلى الشباب، والتي كانت تعرض فيها أيضا التجارب النفسية والعاطفية التي تمر بها المرأة. ونلمح أيضا في رواياتها تناولها لموضوعات معاصرة، مثل البحث العلمي.

## جوائز حصلت عليها
وقد حصلت في العام 1987 على جائزة أدب الشباب الألماني، عن كتابها «ليزه، عالمة الذرة – قصة حياة ليزه مايتنر»، وحصلت على هذه الجائزة مرة أخرى في عام 2000, عن روايتها المستقبلية "Blueprint". وكذلك حصلت على جائزة GEDOK الأدبية في عام 1997.
وتعيش شارلوته كيرنر حاليا في لوبيك. 

## أعمالها
1. ليزه، عالمة الذرة – قصة حياة ليزه مايتنر
2. ولد في عام 1999 (رواية مستقبلية، وقد حولت إلى فيلم سينمائي)
3. كل جمال السماء، قصة حياة هيلداجارت فون بينجن
4. حروب الأطفال (كتاب تأمل)
5. مدام كوري وأخواتها
6. Blueprint (وقد حولت إلى فيلم سينمائي)[1]

## مواقع خارجية
- شارلوته كيرنر على موقع IMDb (الإنجليزية)
- شارلوته كيرنر على موقع ميوزك برينز (الإنجليزية)
- شارلوته كيرنر على موقع قاعدة بيانات الفيلم (الإنجليزية)

- http://www.beltz.de/htmlBeltz/aktuell_4.htm